# Gli anni dolci
Gli anni dolci (センセイの鞄?, Sensei no kaban, lett. "La borsa del professore") è un manga in due volumi di Jirō Taniguchi, tratto dal romanzo omonimo del 2001 della scrittrice Hiromi Kawakami. Il manga è stato pubblicato in Italia nel 2010 dalla Rizzoli Lizard.

## Trama
L'opera narra l'incontro tra Tsukiko, donna sola di trentasette anni, e un suo professore delle scuole superiori ormai prossimo alla fine della carriera. Dopo un secondo incontro casuale, i due decidono di vedersi ogni tanto e, lentamente, cominciano a provare dei sentimenti l'uno per l'altra.

## Volumi
| Nº | Data di prima pubblicazione | Data di prima pubblicazione | Data di prima pubblicazione | Data di prima pubblicazione |
| Nº | Giapponese                  | Giapponese                  | Italiano                    | Italiano                    |
| -- | --------------------------- | --------------------------- | --------------------------- | --------------------------- |
| 1  | 30 settembre 2009           | ISBN 978-4-575-94246-0      | 24 ottobre 2010             | ISBN 978-88-17-04376-2      |
| 2  | 27 febbraio 2010            | ISBN 978-4-575-94266-8      | 6 marzo 2011                | ISBN 978-88-17-04739-5      |